# Pembatatu
Pembatatu is een geslacht van spinnen uit de  familie van de Cyatholipidae.

## Soorten
- Pembatatu embamba Griswold, 2001
- Pembatatu gongo Griswold, 2001
- Pembatatu mafuta Griswold, 2001